# Roger Bontemps
Ne doit pas être confondu avec Roger Bontems.
Pour les personnes ayant le même patronyme, voir Bontemps.
Roger Eugène Bontemps est un acteur français né le 15 septembre 1914 aux Sables-d'Olonne et mort le 17 novembre 1992 à Paris 14e.

## Biographie
Après une carrière d'une trentaine d'années au cinéma, Roger Bontemps travaille exclusivement pour la télévision à partir de 1968.

## Filmographie

### Cinéma
- 1937 : Nuits de feu de Marcel L'Herbier
- 1938 : Champions de France de Willy Rozier
- 1938 : La vie est magnifique de Maurice Cloche
- 1940 : L'Émigrante de Léo Joannon
- 1946 : Mission spéciale de Maurice de Canonge
- 1946 : Le Mystérieux Monsieur Sylvain de Jean Stelli
- 1946 : La Rose de la mer de Jacques de Baroncelli
- 1946 : Le Charcutier de Machonville de Vicky Ivernel
- 1946 : L'Insaisissable Frédéric de Richard Pottier
- 1946 : Solita de Cordoue de Willy Rozier
- 1947 : Brigade criminelle de Gilbert Gil
- 1947 : Un flic de Maurice de Canonge
- 1949 : Dernier Amour de Jean Stelli
- 1949 : La Danseuse de Marrakech de Léon Mathot
- 1949 : Ma tante d'Honfleur de René Jayet
- 1949 : Le Dernier Quart d'heure, court métrage de René Jayet
- 1949 : Cinq tulipes rouges de Jean Stelli
- 1951 : Les Deux Gamines de Maurice de Canonge
- 1952 : Procès au Vatican d'André Haguet
- 1953 : Les Amoureux de Marianne de Jean Stelli
- 1953 : La nuit est à nous de Jean Stelli
- 1953 : Un trésor de femme de Jean Stelli
- 1954 : Le Grand pavois de Jacques Pinoteau
- 1954 : Le Vicomte de Bragelonne de Fernando Cerchio
- 1957 : Les Suspects de Jean Dréville
- 1957 : Marchands de filles de Maurice Cloche
- 1961 : La Fayette de Jean Dréville
- 1967 : La Petite Vertu de Serge Korber

### Télévision
- 1968 : La Séparation de Maurice Cazeneuve
- 1968 : En votre âme et conscience, épisode : L'Affaire Beiliss ou Un personnage en plus et en moins de  Jean Bertho
- 1969 : Les Enquêtes du commissaire Maigret, épisode La Maison du juge de René Lucot : le procureur
- 1969 : En votre âme et conscience, épisode : L'Affaire Fieschi de  Claude Dagues
- 1971 :  Aux frontières du possible  : épisode : Protection spéciale aux ultra-sons U de Claude Boissol
- 1972 : Les Fossés de Vincennes de Pierre Cardinal
- 1974 : Président Faust de Jean Kerchbron
- 1977 : Recherche dans l'intérêt des familles de Philippe Arnal